# سلافي سباسوف
سلافي سباسوف (Slavi Spasov) (مواليد 31 ديسمبر 2001) هو لاعب كرة قدم بلغاري محترف يلعب كمهاجم لنادي أكسفورد يونايتد.